# گروسشتاینهاوزن
گروسشتاینهاوزن (به آلمانی: Großsteinhausen) یک شهر در آلمان است که در زودوستپفالتس واقع شده‌است. گروسشتاینهاوزن ۶۳۳ نفر جمعیت دارد.